# Georges Piot
Georges Piot (14. september 1896 - 5. april 1980) var en fransk roer fra Paris.
Piot vandt sølv i toer uden styrmand ved OL 1924 i hjembyen Paris. Hans makker i båden var Maurice Monney-Bouton. I finalen blev den franske båd besejret af hollandske Teun Beijnen og Willy Rösingh. Der var ingen bronzmedaljevindere.

## OL-medaljer
- 1924:  Sølv i toer uden styrmand